# Макс Ауб
Макс Ау́б (* 2 червня 1903, Париж — † 22 липня 1972, Мехіко) — іспанський письменник (прозаїк, кіносценарист, літературний критик).

## Творчість
Перші книги Ауб написав, перебуваючи під впливом естетичних ідей Хосе Ортеги-і-Гассета 1920-х років. До таких зразків ранньої прози Ауба належить роман «Луїс Альварес Петренья» (1934).
Події другої половини 1930-х років в Іспанії та Європі значно змінили життя та творчість письменника. Громадянська війна, в'язниця, концентраційні табори у Франції та Північній Африці — все це стало темою великого циклу романів під спільною назвою «Магічний лабіринт», написаного Аубом у Мексиці, де 1942 року він знайшов прихисток.
Воєнній темі присвячено збірники «Не оповідання» (1944) та «Справжні оповідання» (1955).
Під час роботи над тетралогією «Магічний лабіринт», що тривала близько 20 років, Ауб створив також два романи про довоєнне життя Мадрида — «Добрі наміри» (1954) і «Вулиця Вальверде» (1961). У цей період він написав і книгу «Жозеп Торрес Кампаланс» (1958). Це оригінальна спроба відтворити інтелектуальне та мистецьке життя Барселони та Парижа початку 20 століття.